# Стеатогепатит
Стеатогепатит — воспалительный процесс печени на фоне её жирового перерождения. Существует три вида заболевания: алкогольная болезнь печени, метаболический стеатогепатит и лекарственный стеатогепатит, которые нередко сочетаются между собой.

## Хронический алкогольный стеатогепатит
Хронический алкогольный гепатит (стеатогепатит) формируется у 20—30 % больных хроническим алкоголизмом.
Хронический алкогольный гепатит является одной из форм алкогольной болезни печени. Под хроническим алкогольным гепатитом подразумевается хроническое поражение печени воспалительного характера, вызванное токсическим воздействием этанола на печень.
Известно, что 90-98 % алкоголя, попавшего в организм, метаболизируется в печени, преимущественно путём окисления.
Клинические проявления хронического алкогольного стеатогепатита характеризуются тупой болью в правом подреберье, выраженной астенизацией, диспептическими симптомами, желтухой. Наиболее постоянные признаки — умеренное увеличение и уплотнение печени, болезненность печени при пальпации. Начинают появляться признаки портальной гипертензии (расширение портальной вены при УЗИ).
При лабораторном обследовании отмечается увеличение активности сывороточных трансаминаз, что определяется степенью активности воспалительного процесса в печени: ГГТП, АСТ, АЛТ увеличиваются в 2—5 раз по сравнению с нормальными значениями, соотношение АСТ/АЛТ превышает 2, повышается уровень сывороточных триглицеридов, билирубина и холестерина, щелочной фосфатазы (особенно при холестазе), повышается концентрация циркулирующих иммунных комплексов и иммуноглобулина А. Характерным диагностическим признаком является значительное снижение сывороточных трансаминаз на фоне абстиненции
Диагностика хронического алкогольного гепатита заключается в тщательном сборе алкогольного анамнеза, объективном исследовании пациента с выявлением признаков хронического злоупотребления алкоголем. Не менее важен анализ лабораторных показателей и оценка морфологической картины печени
Лечение хронического алкогольного гепатита направлено на защиту гепатоцитов от разрушения, уменьшение или устранение воспаления в печеночной ткани, сдерживание развития фиброза печени и профилактика формирования цирроза печени.
Обязательным и главным условием лечения является полный отказ от употребления алкоголя.

## Метаболический неалкогольный стеатогепатит
В последние годы наблюдают увеличение заболеваемости неалкогольным стеатогепатитом (НАСГ). По данным морфологических исследований стеатогепатит – чрезмерное накопление триглицеридов в печени, что сопровождается активацией процессов свободно радикального окисления, повреждением клеточных мембран и других органелл гепатоцитов, возникновением воспалительного процесса, стимуляцией фиброзообразования вплоть до цирроза печени.
Причинами возникновения НАСГ считают ожирение, сахарный диабет, дислипидемию, быстрое похудение, недостаток белка в рационе, врожденные дефекты β-окисления жирных кислот, дефицит α-антитрипсина и некоторые другие факторы. НАСГ может быть как самостоятельным заболеванием, так и проявлением других заболеваний. Как правило, течение заболевания скрыто, отмечают повышение активности  печеночных трансаминаз, гепатомегалию. У многих пациентов нарушения функции печени выявляют случайно во время обследования по поводу других заболеваний. Течение заболевания, как правило, длительно, с минимальной или умеренно выраженной активностью воспаления в печени, однако без лечения наблюдается переход в цирроз печени.
Обязательной составляющей лечения больных стеатогепатитом является  нормализация окисления жирных кислот в митохондриях, улучшение транспорта триглицеридов из печени, уменьшение жировой инфильтрации печени и процессов перекисного окисления липидов (ПОЛ). Чрезмерное количество жира в печени является фактором интенсификации ПОЛ и истощения системы антиоксидантной защиты (АОЗ).  В последние годы гиперлипопероксидацию в результате дисбаланса между свободнорадикальным окислением и активностью защитных противорадикальных систем считают универсальным механизмом повреждения при многих патологических процессах. Свободные радикалы вызывают разрушение липидных, белковых компонентов мембран, рецепторов, вызывают нарушение структурно-пространственной организации нуклеиновых кислот.
Диетотерапия является постоянно действующим и безопасным методом лечения болезней печени. Подбирая химический состав рациона в зависимости от потребностей пациента и особенностей заболевания, и назначая продукты, имеющие высокое биологическое и лечебное действие, можно достичь стабилизации процесса, предупредить прогресс заболевания у значительной части больных такими заболеваниями, как стеатоз печени, стеатогепатит, токсичный, вирусный гепатит, в начальных стадиях цирроза печени.

## Лекарственный стеатогепатит
Может быть побочным эффектом приема синтетических эстрогенов, амиодарона, ацетилсалициловой кислоты, триметоприма/сульфаметоксазола, антагонистов кальция, аминохинолонов (делагил, плаквенил), АРВ-препаратов. При лекарственном стеатогепатите угнетается процесс β-окисления жирных кислот в митохондриях и нарушаются процессы переноса электронов в дыхательной цепи, что способствует активации перекисного окисления липидов. Исходом стеатогепатита может быть цирроз печени. В редких случаях, преимущественно на фоне мелкокапельной жировой дистрофии, развивается фульминантный гепатит